# Jaroslav Hašek

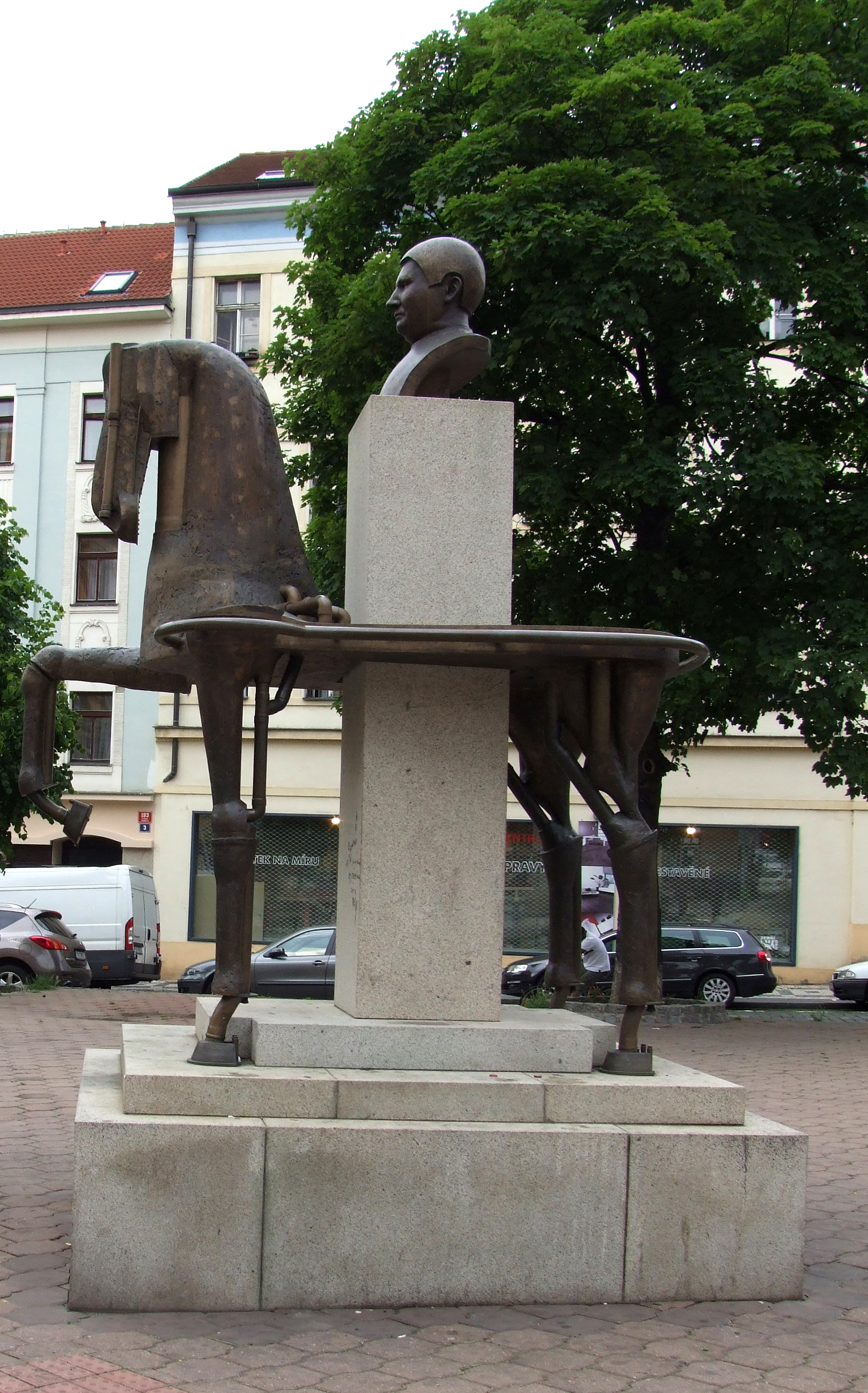
Pomnik Jaroslava Haška na praskim Žižkovie

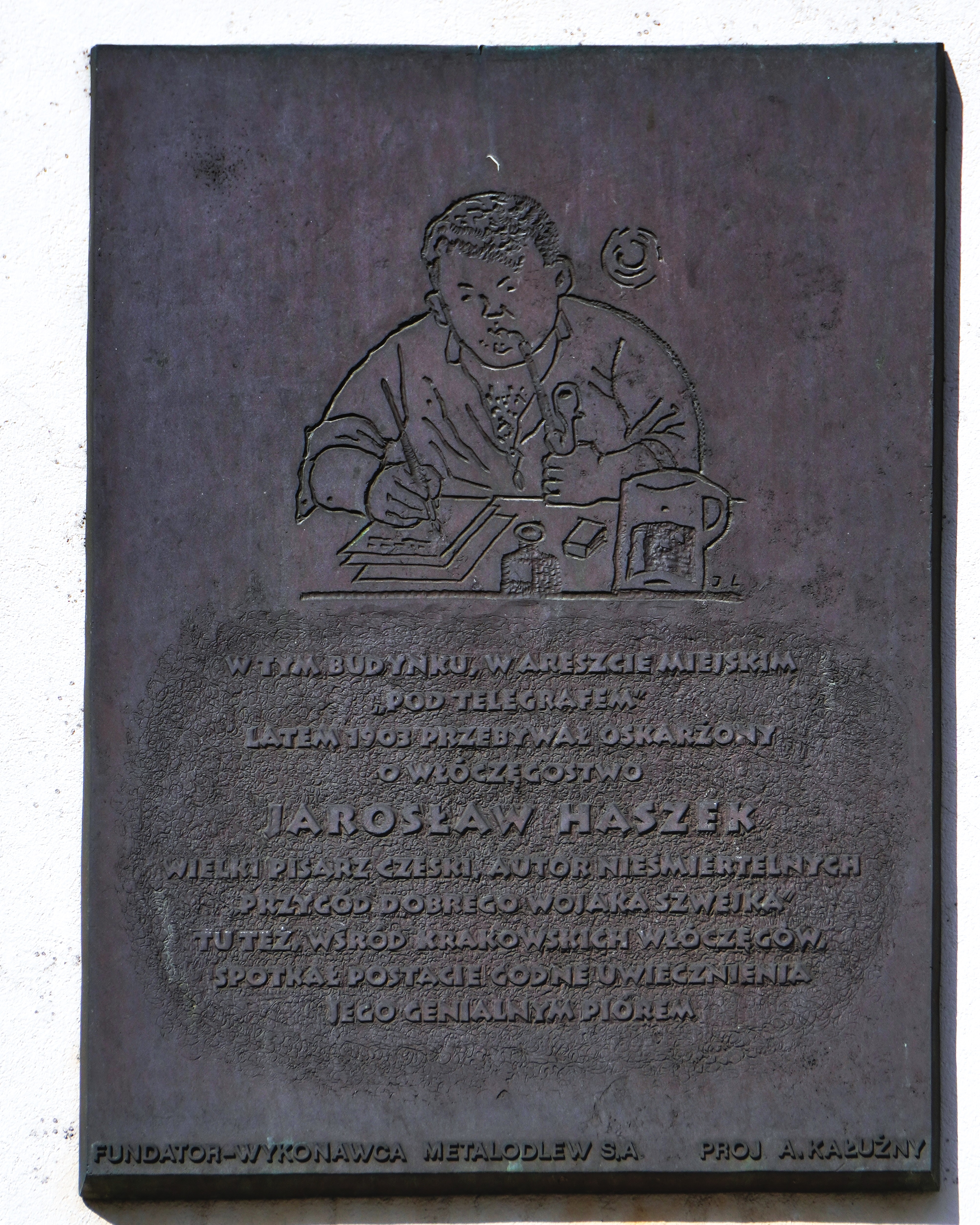
Tablica w elewacji Pałacu Górków przy ul. Kanoniczej w Krakowie, upamiętniająca osadzenie w areszcie znajdującym się w tym budynku Jaroslava Haška „za włóczęgostwo” latem 1903 roku

Jaroslav Hašek wym. Jaroslaw Haszek (ur. 30 kwietnia 1883 w Pradze, zm. 3 stycznia 1923 w Lipnicy nad Sazawą) – czeski pisarz, publicysta i dziennikarz.

## Życiorys
Po ukończeniu gimnazjum kształcił się w Akademii Handlowej. Początkowo praktykował w drogerii, po ukończeniu nauki pracował w Banku Slavia. W tym czasie poznał środowisko czeskich anarchistów, przystał do bohemy oraz odbył wiele pieszych wędrówek (zwiedził m.in. Słowację, Galicję, Węgry). Pracował również jako sprzedawca psów. Publikować zaczął w 1903. Do około 1905 należał do grupy literackiej zwanej „Anarchistyczni Burzyciele”. Od 1908 współpracował z czasopismem „Ženský obzor” („Przegląd kobiecy”), od 1910 redaktor miesięcznika „Svět zvířat” („Świat zwierząt”), od 1911 współpracownik „Českého slova”. Publikował także w pismach „Pochodně”, „Humoristické listy”, w anarchistycznych „Chuďas”, „Komuna”, „Nová Omladina” i innych. Doświadczenia z pracy zawodowej odnaleźć można na kartach powieści Przygody dobrego wojaka Szwejka podczas wojny światowej (Osudy dobrého vojáka Švejka za světové války). Uznaje się, że umieszczona w niej opowieść jednorocznego ochotnika Marka na temat absurdalnych publikacji w „Świecie zwierząt” o nieistniejących gatunkach, to żarty, na jakie pozwalał sobie Hašek wobec czytelników (i pracodawcy). Wskutek tego pisarz utracił stanowisko redaktora czasopisma.
W 1910 zawarł związek małżeński z Jarmilą Mayerovą. W 1911 współtworzył Partię Umiarkowanego Postępu w Granicach Prawa, będącą swego rodzaju polityczną mistyfikacją ośmieszającą demokratyczne procedury (Hašek był nawet kandydatem partii na starostę praskiego). W tym samym roku w serii opowiadań stworzył postać „dobrego wojaka” Szwejka.
W 1915 wstąpił do wojska austriackiego jako jednoroczny ochotnik. Rozpoczął roczny kurs oficerski w szkole oficerskiej w Czeskich Budziejowicach. Ze szkoły został jednak wkrótce wydalony i trafił do 11 kompanii marszowej 91 Pułku Piechoty, a z nią w czerwcu 1915 został wysłany na front wschodni do Galicji. Nie widząc sensu walki za monarchię austro-węgierską, dał się schwytać i trafił do obozu jenieckiego w Rosji. Od czerwca 1916 był ochotnikiem Korpusu Czechosłowackiego w Kijowie. Ze względu na zły stan zdrowia został pisarzem pułkowym, a następnie odkomenderowano go z powrotem do Kijowa do redakcji pisma „Čechoslovan”. 
Po wybuchu rewolucji październikowej, w 1918 wstąpił do Armii Czerwonej w Moskwie i do czeskiej socjaldemokratycznej partii robotniczej (bolszewików). Był komisarzem politycznym (politrukiem) i dziennikarzem. Okres ten – mimo wydania Tajemství meho pobytu v Rusku (1985) – zawiera wciąż sporo niejasności. Wiadomo, że brał udział w obronie Samary przed wojskami Białych, wysłany na Syberię przebywał jakiś czas w Irkucku, gdzie m.in. wydawał pierwsze pismo w języku buriackim – „Jur” („Świt”), i uczestniczył w tajemniczej misji do Mongolii; później przebywał także w składzie armii Tuchaczewskiego na froncie wschodnim. W 1920 zawarł kolejny związek małżeński – z Rosjanką Aleksandrą Grigoriewną Lwową („Szura”), nie rozwiązując jednak formalnie poprzedniego małżeństwa.
Oddelegowany przez komunistów, w listopadzie 1920 wrócił do Czechosłowacji, gdzie groziło mu śledztwo w sprawie o bigamię i dezercję. W kraju poświęcił się literaturze. W 1921 opublikował pierwszy tom antywojennej książki Przygody dobrego wojaka Szwejka podczas wojny światowej (Osudy dobrého vojáka Švejka za světové války). Dokończenie czwartego tomu przerwała śmierć w 1923. Książka przyniosła autorowi wielką sławę i na stałe weszła do kanonu nie tylko literatury, ale i popkultury. Na długie dziesięciolecia wizerunek głównego bohatera ukształtowały ilustracje jej pierwszych wydań w wykonaniu Józefa Lady.

## Twórczość (wybór)
- Majowe okrzyki (współautorstwo tomiku wierszy ; 1903)
- Kłopoty pana Tenkrata (Trampoty pana Tenkráta, 1912)
- Dobry wojak Szwejk i inne osobliwe historyjki (Dobrý voják Švejk a jiné podivné historky, 1912)
- Mój handel psami (Můj obchod se psy, 1915)
- Dobry wojak Szwejk w niewoli (Dobrý voják Švejk v zajetí, 1917);
- Przygody dobrego wojaka Szwejka podczas wojny światowej (Osudy dobrého vojáka Švejka za světové války, 1921-1923)
- Galeria karykatur (Galerie karikatur)
- Historia Partii Umiarkowanego Postępu w Granicach Prawa (Politické a sociální dějiny strany mírného pokroku v mezích zákona) – wyd. polskie 1987
- Moja spowiedź (Moje zpověď)
- Młynarz i jego córka (Větrný mlynář a jeho dcera) – sztuka kabaretowa
- Szczęśliwe gniazdko i inne humoreski – wyd. polskie 2004 [w tłum. S. Dębskiego]
- Tasiemiec Księżnej Pani i inne opowieści – wyd. polskie 2009 [w tłum. S. Krysiaka]